# تانکودای
تانکودای (به لاتین: Thankodai) یک منطقهٔ مسکونی در سری‌لانکا است که در استان شمالی (سری‌لانکا) واقع شده‌است.